# Tommy Gibbons
Tommy Gibbons fue un boxeador estadounidense nacido el 22 de marzo de 1891 en Saint Paul, Minnesota, y fallecido el 19 de noviembre de 1960.

## Carrera
Hermano de Mike Gibbons, Tommy comenzó su carrera profesional en el peso medio el 5 de septiembre de 1911 y pasándose posteriormente a los pesos semipesados y pesados. Cuenta en su palmarés con victorias frente a George Chip, Willie Meehan, Billy Miske, Wiggins Chuck, Jack Bloomfield y Kid Norfolk, pero es conocido principalmente por haberse enfrentado al campeón mundial de peso pesado Jack Dempsey el 4 de julio de 1923. Sin ser batido, fue capaz de soportar 15 asaltos, algo que muy pocos había conseguido contra Dempsey. Se retiró en 1925 después de su única derrota sufrida antes del límite contra Gene Tunney.

## Distinciones
- Tommy Gibbons es miembro del Salón Internacional de la Fama del Boxeo desde 1993.[2]